# Црвена Вода (Дебарца)
Црвена Вода (мкд. Црвена Вода) је насеље у Северној Македонији, у западном делу државе. Црвена Вода припада општини Дебарца.

## Географија
Насеље Црвена Вода је смештено у западном делу Северне Македоније. Од најближег града, Охрида, насеље је удаљено 35 km северно.
Црвена Вода се налази у историјској области Дебарца, која обухвата слив реке Сатеске и са изразитим планинским обележјем. Насеље је смештено високо, у западном, планинском делу области, на висовиима планине Караорман. Надморска висина насеља је приближно 1.170 метара.
Клима у насељу је планинска.

## Становништво
Црвена Вода је према последњем попису из 2002. године имала 23 становника. 
Већину становништва чине етнички Македонци (100%).
Већинска вероисповест је православље.